# 대구 동화사 극락전
대구 동화사 극락전(大邱 桐華寺 極樂殿)은 대한민국 대구광역시 동구, 동화사에 있는 조선시대의 건축물이다. 1986년 12월 5일 대구광역시의 유형문화재 제11호로 지정되었다가, 2021년 7월 22일 대한민국의 보물로 지정되었다.

## 개요
동화사는 팔공산 남쪽 기슭에 있는 신라시대의 절이다. 언제 처음 지었는지는 정확하지 않으며, 통일신라 경순왕 8년(934)에 영조선사가 다시 지은 후에도 여러 차례 다시 지었다. 현재의 대구 동화사 극락전은 1600년(선조 33년)에 중건을 시작하였고, 그 중 금당(金堂)을 제일 먼저 건립했는데 지금의 극락전으로 판단된다. 이후 문헌기록을 통해 1622년에 중창되었음을 확인했다. 임진왜란 이후에 재건된 조선후기 불전 중에서는 건립 시기가 빠른 편에 속하며, 처마와 창호, 단청 등에서 일제강점기 이후의 변화가 확인되지만, 전체적인 구조와 의장은 건립 당시의 상태를 잘 유지하고 있다.
또한, 통일신라 당시 창건 당시의 위치, 기단과 초석을 그대로 유지하면서 창건한 당시의 위치에, 당시의 기단과 초석을 그대로 유지하면서, 상부에 17세기 전반의 목조건축을 세워 현재까지 전하고 있다. 창건 당시 기단과 초석을 그대로 사용했기 때문에, 감주나 이주 없이 동일한 기둥 간격의 평면을 구성하고 있으며, 상부 목조가구의 기본틀, 마루바닥 하부에 방전(方塼, 네모난 벽돌)이 깔려 있는 등 옛 기법이 많이 남아있다. 앞면 5칸·옆면 3칸 규모이며, 지붕은 옆면이 여덟 팔(八)자 모양인 화려한 팔작지붕집이다. 지붕 처마를 받치면서 장식을 겸하는 공포가 기둥 위와 기둥 사이에도 있는 다포양식이다.
  극락전의 공포는 미세한 첨차 길이의 조정을 통해 공포와 공포의 간격을 일정한 비례로 구성하고 있으며, 제공의 내외부 끝을 교두형으로 처리하고 있다. 또한,  추녀와 선자연이 걸리는 모서리 부분 퇴칸의 공포에 병첨을 사용하는 방식에서 이 건물을 조영한 목수의 탁월한 실력을 엿볼 수 있다. 이러한 기법은 17~18세기 팔공산을 중심으로 영남지역에 집중적으로 나타나고 있으며, 특정 지역에서 활동했던 기술자 집단의 특징을 잘 나타내고 있어 학술적으로도 매우 가치가 높다.

## 갤러리

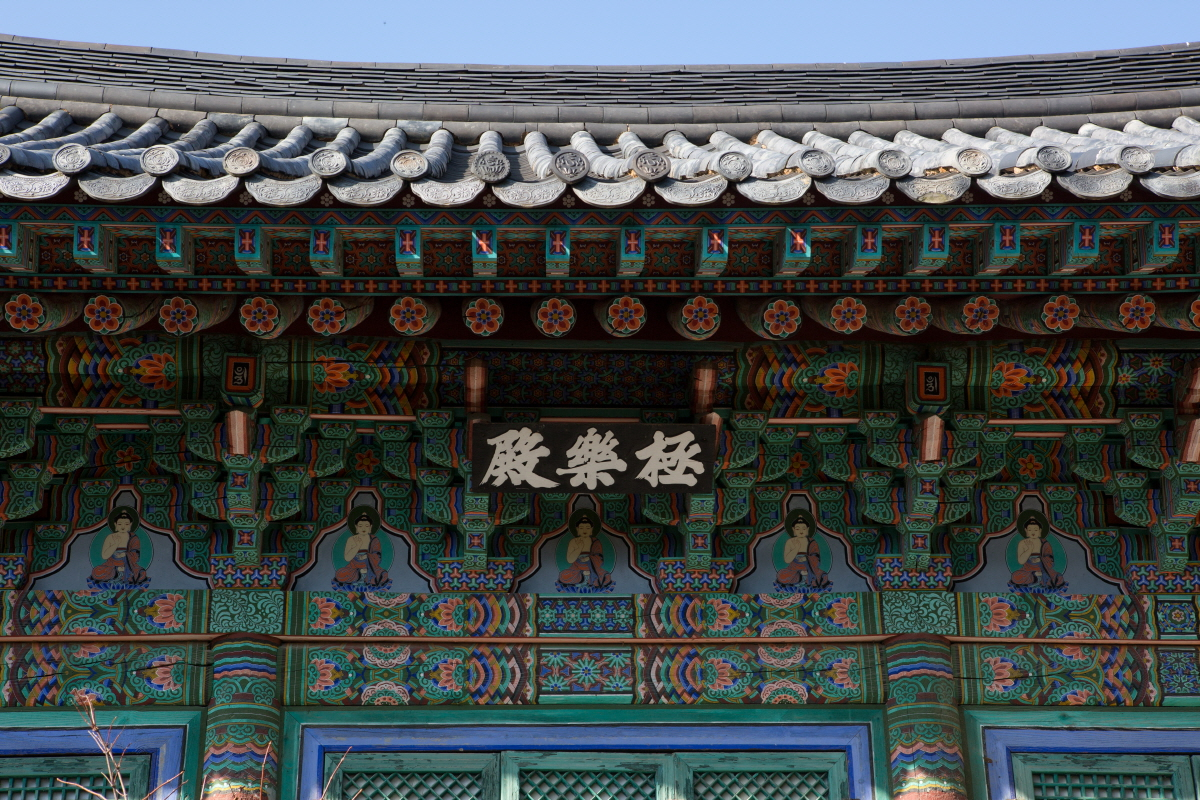
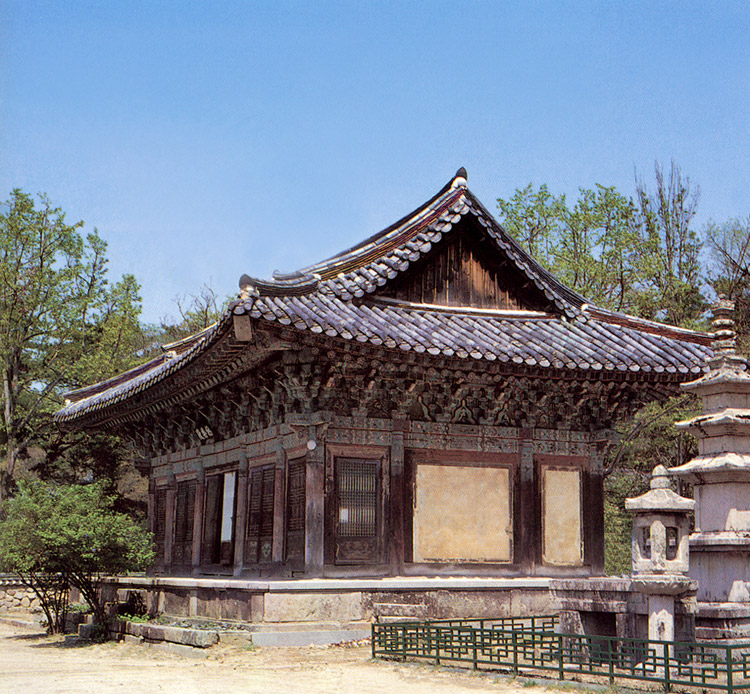
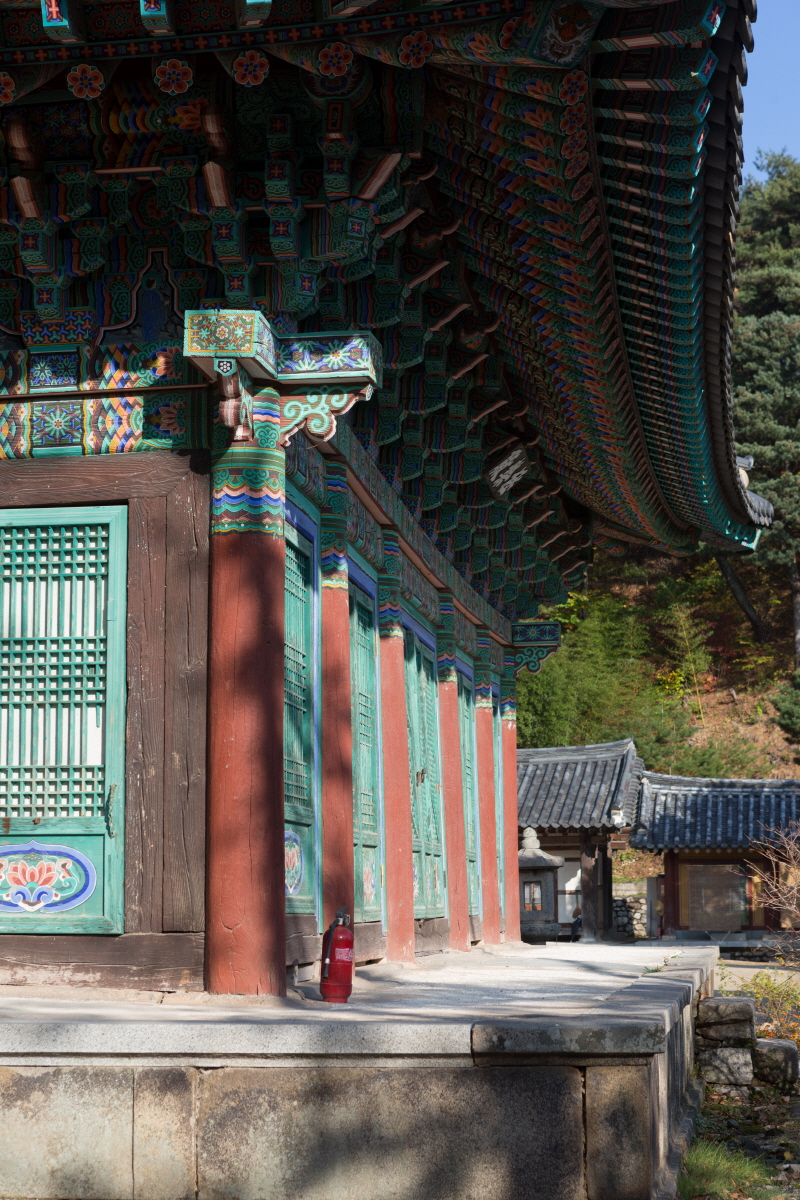
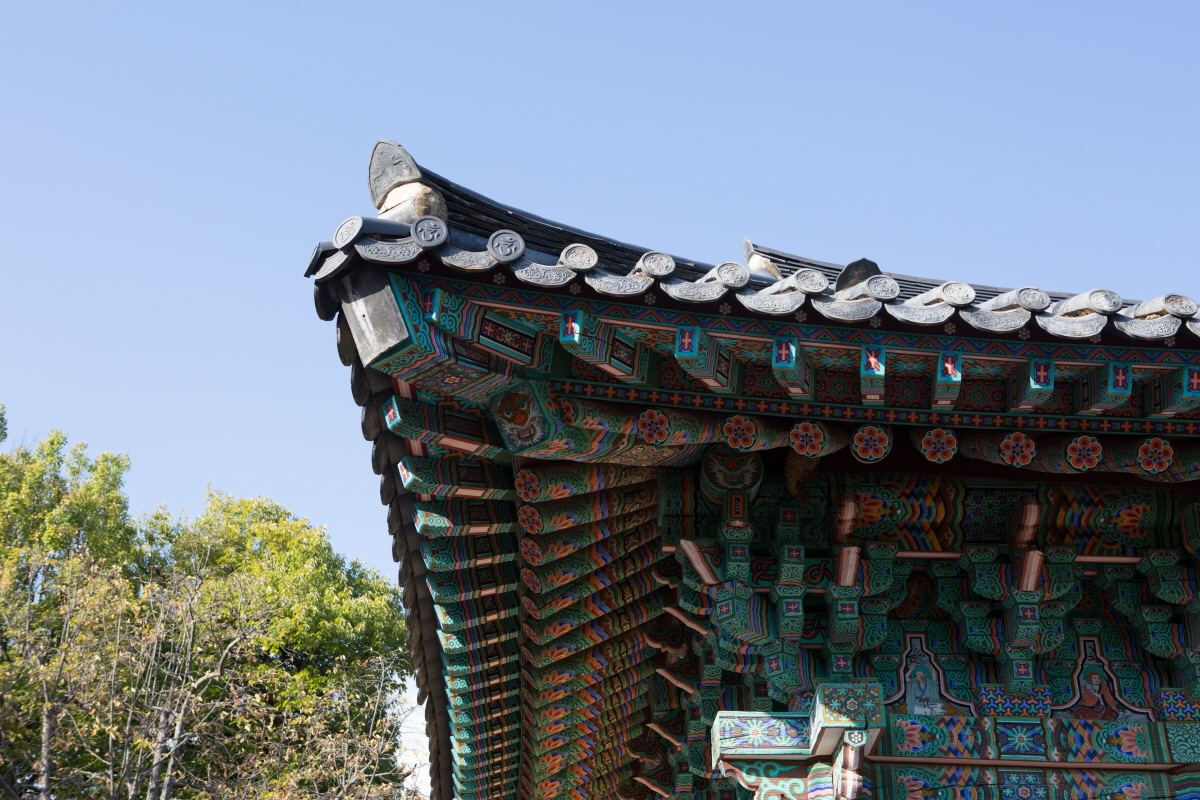
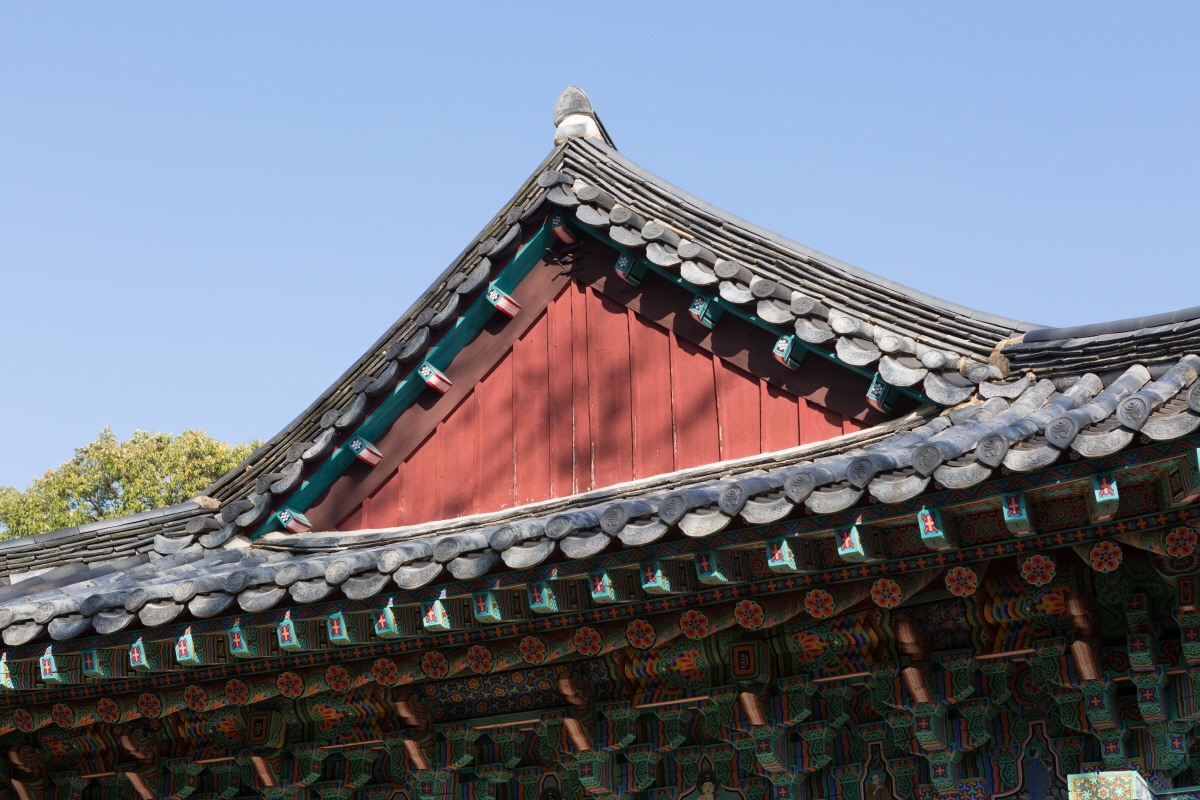
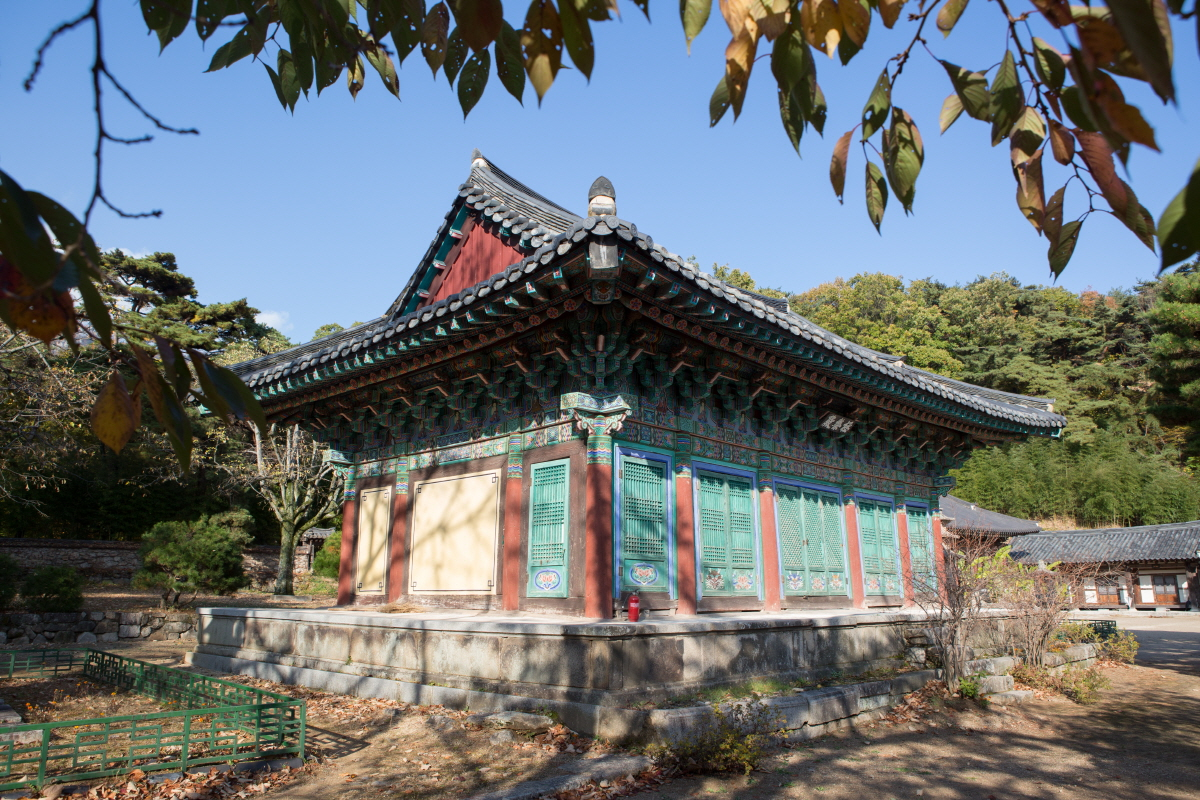
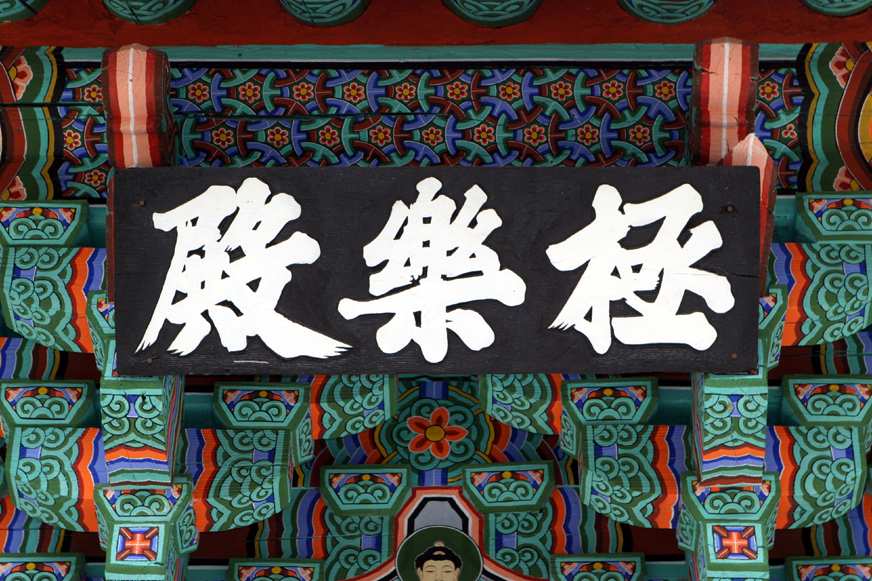
현판

## 주해
1. ↑  감주, 이주: 사찰 불전에서 불상 안치와 예불공간을 마련하기 위해 내부의 기둥을 줄이거나, 기둥 위치를 뒤쪽으로 물리는 등 불전 평면의 공간 사용에 따라 적용하는 기법
2. ↑  첨차: 공포에서 기둥위에 도리방향으로 살미와 십자맞춤으로 되는 짤막한 부재
3. ↑  제공 : 공포의 짜임에서 첨차와 살미가 층층이 짜여진 것
4. ↑  선자연: 추녀 옆에서 부챗살 모양으로 배치한 서까래
5. ↑  병첨 : 다포계의 공포에서 귀공포와 옆의 공포(주간포)가 서로 맞닿아지는 각각의 첨차를 하나의 부재로 연결한 첨차

## 같이 보기
- 동화사
- 대구 동화사 대웅전

## 참고 자료
- 동화사극락전 - 국가유산청 국가유산포털
- 이 문서에는 문화재청에서 공공누리 제1유형으로 배포된 자료를 바탕으로 한 내용이 포함되어 있습니다.